# SIGWINCH
«SIGWINCH» — сигнал, посылаемый программе при изменении размеров экранного окна управляющего терминала в некоторых Unix-системах.
SIGWINCH — целочисленная константа, определённая в заголовочном файле signal.h. Символьные имена сигналов используются вместо номеров, так как в разных реализациях номера сигналов могут различаться.

## Этимология
SIG — общий префикс сигналов (от англ. signal), WINCH — сокращение англ. window changed — окно изменилось.

## Использование
SIGWINCH посылается при изменении размеров управляющего терминала. Обычно это происходит, когда окно xterm (или другой программы эмуляции терминала в графической оболочке) изменяет свои размеры. Также это может возникать и на текстовой консоли при использовании текстовых оконных систем, например, GNU screen. Программа, обрабатывающая SIGWINCH, должна использовать этот сигнал для определения новых размеров терминала и необходимого обновления (полноэкранные ncurses-приложения должны пересчитать размеры и перерисовать свой интерфейс; шелл Unix — установить новые значения переменных окружения COLUMNS и LINES.